# Tabulatura pelplińska
Tabulatura pelplińska – zawierający 892 utwory sześciotomowy zbiór w formacie 31,5 x 19, 33 cm będący przekazem utworów instrumentalnych, wokalnych i wokalno-instrumentalnych zapisanych w postaci nowoniemieckiej organowej notacji tabulaturowej. Odnaleziona przez Adama Sutkowskiego w roku 1957, podczas prac porządkowych w katedrze pelplińskiej.
Jest to tabulatura typu nowoniemieckiego i najprawdopodobniej pochodzi z lat 1620–1680. Wśród autorów transkrybowanych kompozycji są m.in. Orlando di Lasso, Luca Marenzio, Andrea i Giovanni Gabrieli, Adam Jarzębski, czy Andreas Hakenberger.
Zbiór ten jest własnością ekspozycyjną Muzeum Diecezjalnego w Pelplinie, a zarazem jednym z najcenniejszych i najobszerniejszych zabytków muzycznych Europy XVII-wiecznej.